# Clos Rahola
Clos Rahola és una obra de Roses (Alt Empordà) inclosa a l'Inventari del Patrimoni Arquitectònic de Catalunya.

## Descripció
Situada a l'est del nucli urbà de la població de Roses, en un dels vessants situats damunt la cala Pelosa, dominant un ampli panorama sobre el paisatge de cala Montjoi i del Cap Norfeu.
Casa unifamiliar exempta d'estiueig, que presenta una planta irregular fruit de la construcció a base de volums cúbics superposats a diferents nivells i adaptats al terreny costaner on s'assenta la construcció. Exteriorment, la construcció es troba emblanquinada i presenta les cobertes planes a tots els pavellons que la conformen, amb grans finestrals i obertures de vidre de secció rectangular, protegides per persianes de lamel·les horitzontals orientables de fusta. Aquests trets remeten a una clara referència a la tradició mediterrània.
Pel que fa a la distribució dels diferents espais destaca un pavelló on s'ubica el garatge i des d'ací, una escala que baixa al portal del jardí, tancat en un costat de la casa. L'accés divideix l'espai de sala d'estar de la zona de menjador i cuina, mentre els dormitoris es disposen en un pavelló més baix. Des del menjador, una escala baixa vers un altre pavelló on hi ha un estudi. La relació volumètrica entre l'edifici i el jardí es troba configurat entorn de les restes de conreus tradicionals, amb marges de paret seca.

## Història
La casa de la cala Pelosa constitueix el primer treball de l'arquitecte Victor Rahola i respon a un encàrrec de la seva pròpia família.